# St.-Michaels-Kapelle (Rigi Kaltbad)

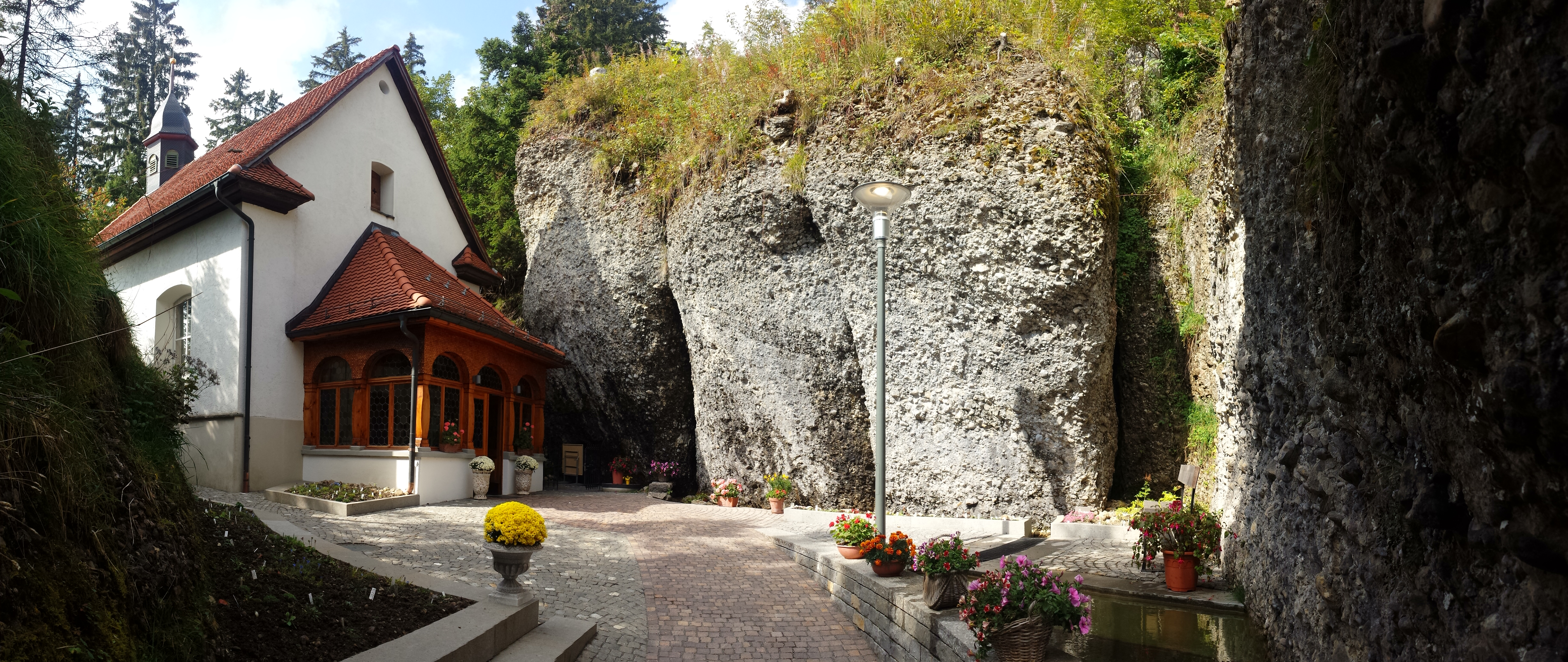
Die Felsenkapelle St. Michael zwischen Nagelfluhfelsen

Die Felsenkapelle St. Michael ist eine römisch-katholische Kapelle auf Rigi Kaltbad in der Gemeinde Weggis im Kanton Luzern. Das Bauwerk auf 1400 m ü. M. gehört der Korporation Weggis und wurde aufgrund einer Sage zu einer vielbesuchten Wallfahrtsstätte. Zusammen mit der Kapelle im Rigi-Klösterli steht das Kaltbad mit seiner Wasserquelle am Beginn des Tourismus auf die Rigi.

## Geschichte

### Erste Kapelle

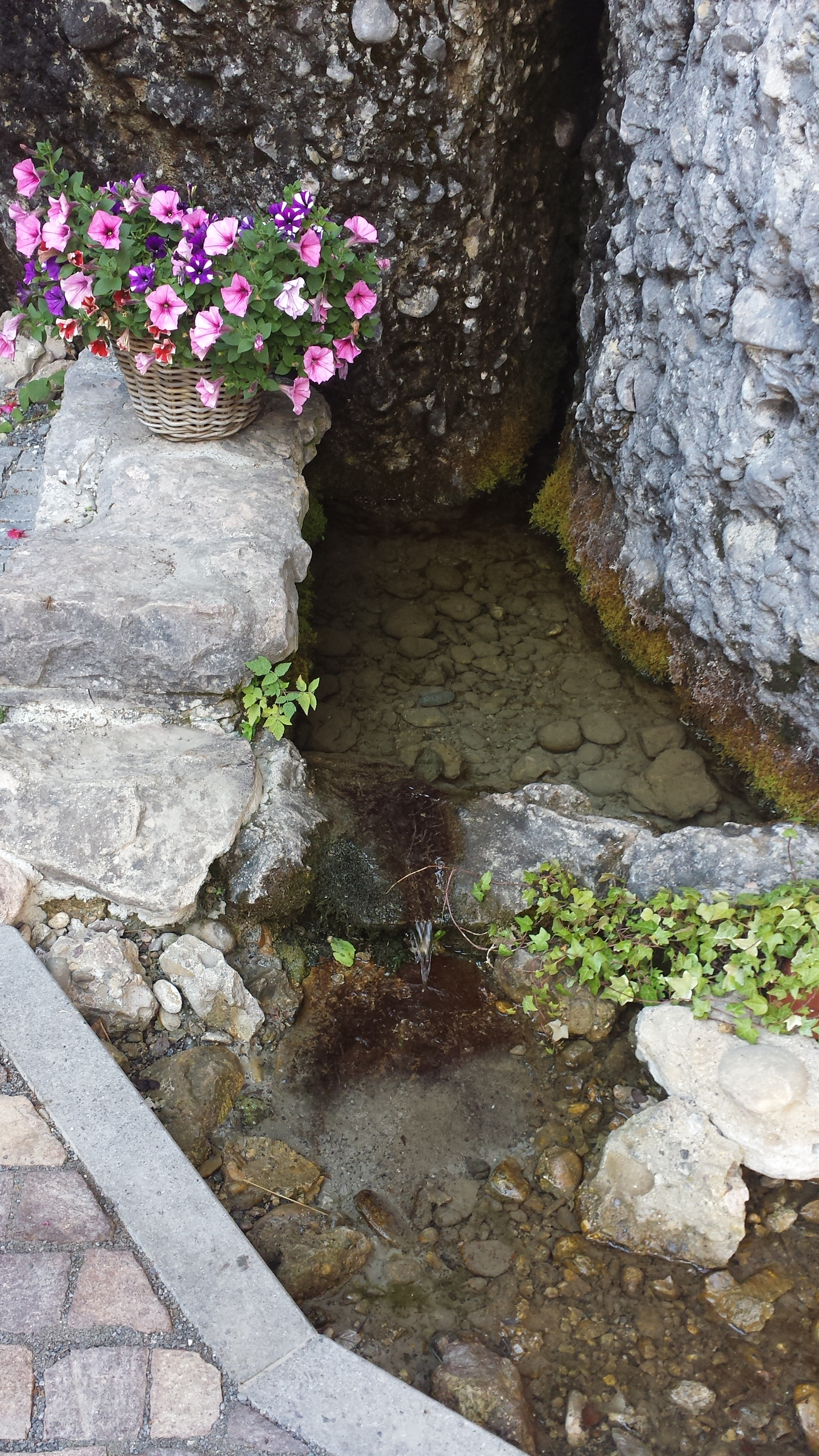
Die Quelle neben der Kapelle

Um 1540 soll Bartholome Joler aus Weggis bei einem Bad auf der Rigi geheilt worden sein. An dieser Stelle errichteten die Kirchgenossen von Weggis um 1556 eine erste gemauerte Kapelle. Sie wurde am 20. Mai 1585 von Balthasar Wurer, dem Titularbischof von Ascalon, dem Erzengel Michael geweiht.
Eine damals angebrachte Holztafel beschrieb Geschehnisse, die sich der Sage nach zur Zeit König Albrechts von Österreich um 1300 zugetragen haben sollen. Drei fromme Schwestern hätten sich in diese Wildnis zurückgezogen, um gewalttätigen Vögten, die sie entführen wollten, zu entfliehen. Dort hätten sie ein heiliges Leben geführt. Nach dem Tod der letzten der drei Schwestern soll dann eine Quelle mit heilendem Wasser entsprungen sein.
Die Sage, die um 1600 beispielsweise durch den Luzerner Renward Cysat verbreitet wurde, nimmt christliche Vorstellungen von Dreifrauengruppen auf. Viele Pilger suchten in der frühen Neuzeit Heilung, indem sie im kalten Wasser, das in einen Trog geleitet wurde, badeten. Daher stammt der Name Kaltbad. Um 1700 wurde unweit der Kapelle ein erstes einfaches Wirtshaus erbaut, und 1756 erteilte die Luzerner Regierung diesem das Tavernenrecht.

### Zweite Kapelle
1779 liess Ammann Justus Zimmermann die erste Kapelle abbrechen und an ihrer Stelle durch Baumeister Jakob Singer einen Neubau errichten, der 1784 eingeweiht werden konnte. Zimmermann war der erste von der Korporation gewählte Kapellpfleger, der für den Unterhalt sorgte. Im frühen 19. Jahrhundert, wohl ab 1821, stellte der Kanton Luzern einen Kurgeistlichen an, dem während der Öffnungszeit des Kurhauses im Sommer die Seelsorge oblag. Den Käufern der Herberge wurde eine Kammer für den Geistlichen als Servitut aufgebürdet.
In der Kapelle zeugten damals Votivgaben für die Muttergottes von der Volksfrömmigkeit. 1904 wurden die 34 seit 1753 aufgestellten Tafeln bei einer Renovation entfernt. Einige davon kamen später ins Korporationsarchiv Weggis. Am Ende des 19. Jahrhunderts wurden in der Kapelle drei Marmortafeln zum Gedenken an ausländische Besucher angebracht. Nur eine, jene für Julius von Tresckow (1811–1881), ist noch vorhanden.
Ab 1939 ermöglichte ein Übereinkommen zwischen der Pfarrei Weggis und der Schweizer Provinz des Kapuzinerordens die ganzjährige Seelsorge auf Rigi Kaltbad. Für die Seelsorger erstellte eine Stiftung eine Klause auf von der Korporation geschenktem Land. 1970 wurde Rigi Kaltbad zur Kaplanei der Kirchgemeinde Weggis.
Die Felsenkapelle wird heute neben dem wöchentlichen Sonntagsgottesdienst oft für Hochzeiten und Taufen genutzt. Sie wurde am 27. September 2015 nach Renovationsarbeiten durch Bischof Felix Gmür neu eingeweiht.

## Ausstattung

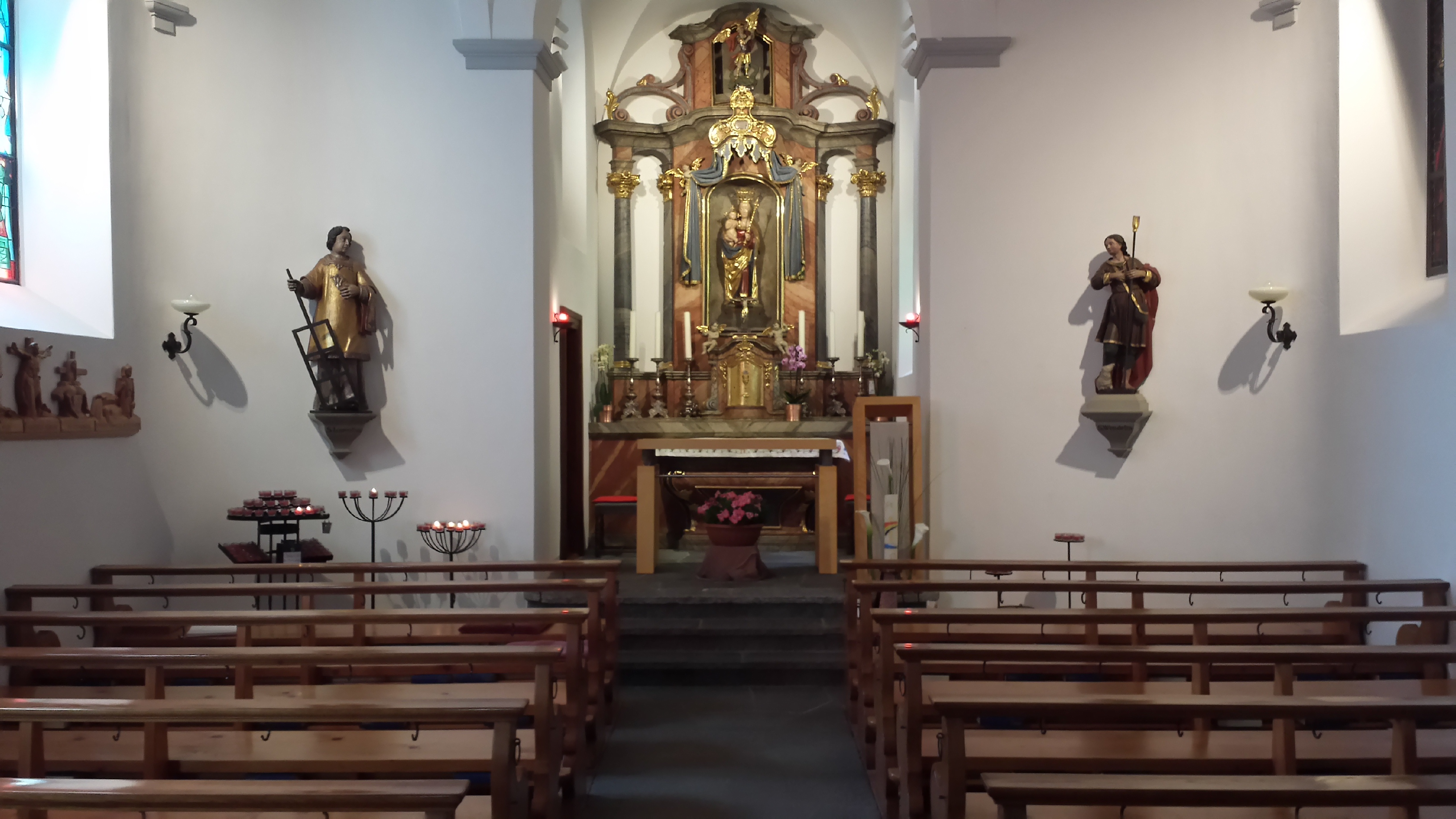
Innenaufnahme der Kapelle (2016)

Im Tabernakel befindet sich das Gnadenbild, eine spätgotische Madonna mit Kind aus der Zeit um 1500, und darüber eine Statue des Erzengels Michael. Das Gnadenbild bildete in früheren Zeiten neben der auf einer Holztafel notierten Legende von den drei Schwestern einen Anziehungspunkt für Pilger. Die Madonna ist das Werk eines unbekannten Künstlers.
An der linken Stirnwand des Schiffs steht die barocke Figur des heiligen Laurentius, auf der rechten Seite steht der Hirtenpatron Wendelin. Im 20. Jahrhundert wurden die Fenster mit vier Glasgemälden ausgestattet. Eines davon, 1950 vom Urner Maler Heinrich Danioth geschaffen, zeigt Niklaus von Flüe. Die anderen zeigen die Muttergottes mit Kind, Christus und den ungläubigen Thomas sowie den heiligen Christophorus.
2016 wurde eine neue Orgel von Erni Orgelbau (Stans) mit zwei Manualen und 9 Registern eingeweiht. Das Werk ersetzte eine Truhenorgel von Mathis Orgelbau.